# Évangéliaire de la Sainte-Chapelle
L'évangéliaire de la Sainte-Chapelle est un manuscrit enluminé de l'époque ottonienne conservé à la Bibliothèque nationale de France à Paris sous la cote Latin 8851.

## Description
Cet évangéliaire comprend 156 folios de parchemin d'un format de 38,5 cm sur 28 cm, ce qui le classe parmi les manuscrits les plus grands de cette époque. Ses miniatures sont remarquables, en particulier celles de la table du canon, de la Majestas Domini et des quatre Évangélistes, qui sont l'œuvre du Maître du Registrum Gregorii, l'enlumineur le plus fameux de la Renaissance ottonienne.

## Datation et provenance

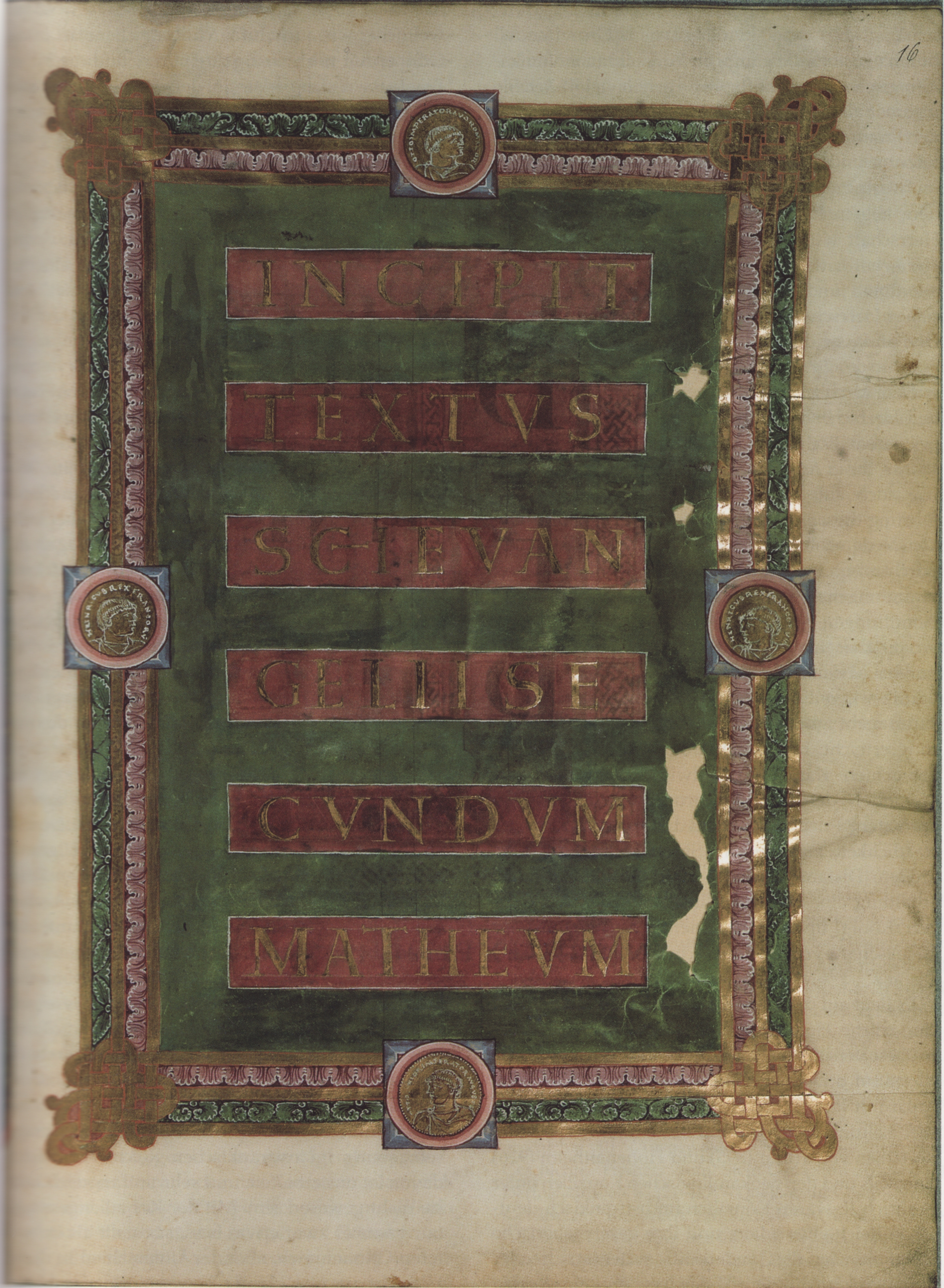
Page de titre de l'Évangile selon Saint Matthieu

La datation du manuscrit n'est pas certaine, car l'évangéliaire ne contient pas de dédicace ou de miniature du commanditaire, qui était certainement un personnage de haut rang. Cependant le folio 16 recto, qui présente la page de titre de l'Évangile selon Matthieu, permet de le situer dans la chronologie, car il montre quatre médaillons au milieu de chaque côté de la bordure, qui contiennent chacun le portrait d'un souverain de l'époque avec une inscription le désignant:
- En haut: OTTO IMPERATOR AVG(ustus) ROMANOR(um)
- En bas: OTTO IUNIOR IMPERATOR AVGVST(u)S
- À gauche: HEINRICVS REX FRANCORV(m)
- À droite: HENRICUS REX FRANCORVM

Il est donc certain que les deux empereurs cités, Othon l'Ancien et Othon le Jeune, sont soit Othon le Grand et Othon II; soit Othon II et Othon III. Les deux autres médaillons montrent Henri de Germanie et Henri le Saint; soit l'un des deux en deux fois. Si ce dernier est représenté, il s'agit donc d'un manuscrit qui a été composé entre l'an 1002 et l'an 1014. Mais cela ne résout pas le problème, car le Maître du Registrum Gregorii a travaillé avant la fin du Xe siècle pour Egbert de Trèves qui est mort en 993. Dans cette hypothèse les médaillons représentant Henri, n'en représenterait qu'un seul, en l'occurrence Henri Ier de Germanie, mort en 983, auquel succède Othon III. L'historien Carl Nordenfalk estime quant à lui que les médaillons représentent Othon le Grand et Othon II, ainsi qu'Henri Ier de Germanie et Henri II de Bavière qui avait tenté de s'emparer du pouvoir après la mort d'Othon II et qui avait eu l'appui de l'archevêque Egbert de Trèves qui vota pour lui en 984. L'évangéliaire aurait été ainsi composé pour être offert à Henri II de Bavière, qui n'a pas été élu. Ce qui explique qu'incomplet, il aurait été finalement rapidement offert non terminé à l'impératrice Théophania.
L'évangéliaire de la Sainte-Chapelle est de même format que la reliure du Codex aureus de l'abbaye d'Echternach qui a été composée par les orfèvres de l'atelier d'Egbert, peu de temps après l'année 985. Egbert a ainsi envoyé le Codex et l'évangéliaire à l'impératrice probablement dans un geste d'apaisement et de réconciliation en y ajoutant la figuration de la Majestas Domini. Finalement les deux manuscrits sont transmis à l'abbaye d'Echternach.
L'évangéliaire est offert en 1379 par le roi de France Charles V au trésor de la Sainte-Chapelle de Paris. Il entre après la Révolution en possession de la Bibliothèque nationale de France.

## Signification artistique

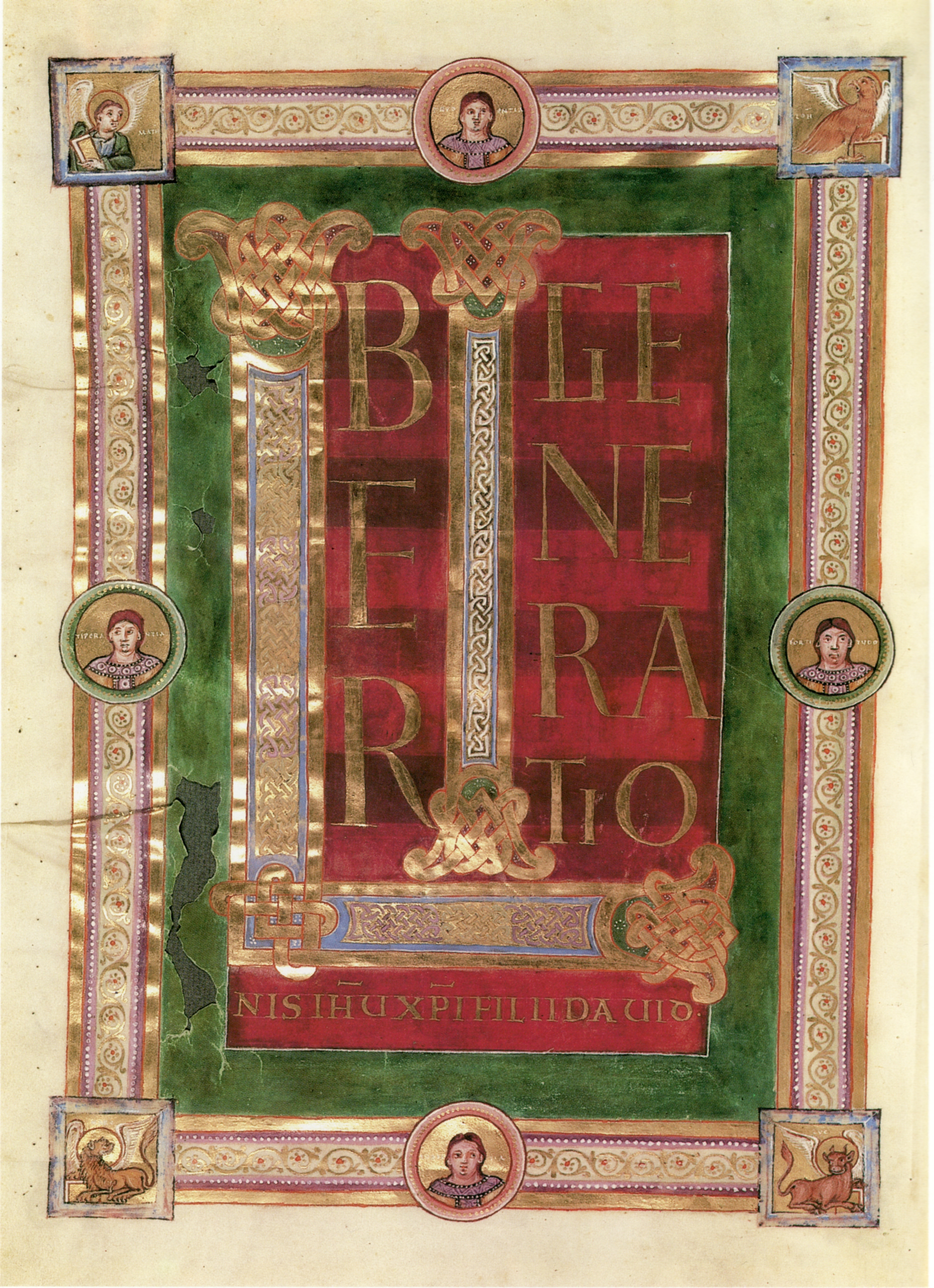
Folio 16 verso

L'évangéliaire de la Sainte-Chapelle constitue un point-clef de l'art de l'enluminure de la Renaissance ottonienne, car il dépasse les anciens modèles et se sert de l'apport de différents scriptoria. Sa conception, qui inclut une Majestas Domini et des figurations des Évangélistes, suit l'exemple des manuscrits enluminés produits depuis le IXe siècle en Touraine. Une Bible carolingienne composée à Tours et se trouvant à Trèves a servi de modèle à la Majestas Domini. Le Maître du Registrum Gregorii s'est orienté vers les figurations du classicisme antique pour les miniatures des Évangélistes, mais également vers une œuvre composée à la Cour de Charlemagne, l'évangéliaire d'Ada, qui se trouvait en possession de l'abbaye Saint-Maximin de Trèves.
La miniature de la Majestas Domini est issue du scriptorium de l'abbaye d'Echternach, celles des Évangélistes de différentes écoles d'enluminure, comme celle de Reichenau. Deux miniatures du Livre des Péricopes d'Henri II s'en sont inspirées. La miniature de l'Évangéliste Luc, qui marque le début du texte de l'Évangile selon saint Luc, a permis à l'historien Hartmut Hoffmann de comparer l'inscription du rouleau à l'écriture en minuscule du Maître du Registrum Gregorii et ainsi de l'identifier.
L'évangéliaire de la Sainte-Chapelle appartient aux rares manuscrits ottoniens - les plus importants étant l'évangéliaire d'or d'Henri II et le Codex aureus d'Echternach - qui donnent une telle expression de sacré, grâce à l'écriture grecque. La Majestas Domini du folio 1 verso montre une transcription en grec et en majuscules du Psaume: « 
ton royaume est éternel et ta puissance s'étend d'âge en âge ».